# Trois-Villes
Trois-Villes (tiếng Basque: Iruri) là một xã thuộc tỉnh Pyrénées-Atlantiques trong vùng Nouvelle-Aquitaine miền tây nam nước Pháp.